# 桑ノ原信号場
座標: 北緯36度31分21秒 東経138度04分40秒 / 北緯36.52250度 東経138.07778度
桑ノ原信号場（くわのはらしんごうじょう）は、長野県千曲市大字桑原にある、東日本旅客鉄道（JR東日本）篠ノ井線の信号場である。

## 歴史
- 1961年（昭和36年）9月27日：日本国有鉄道（国鉄）篠ノ井線の信号場として新設[1][2]。
- 1987年（昭和62年）4月1日：国鉄分割民営化に伴い、JR東日本の信号場となる[2]。
- 2012年（平成24年）7月2日：当信号場で運行トラブル、列車同士が約1kmまで接近[3]。

## 構造
稲荷山駅方に向かって下り勾配上にあるため、本信号場はシーサスクロッシング1基と引上線2本を備えたスイッチバック式信号場となっている。

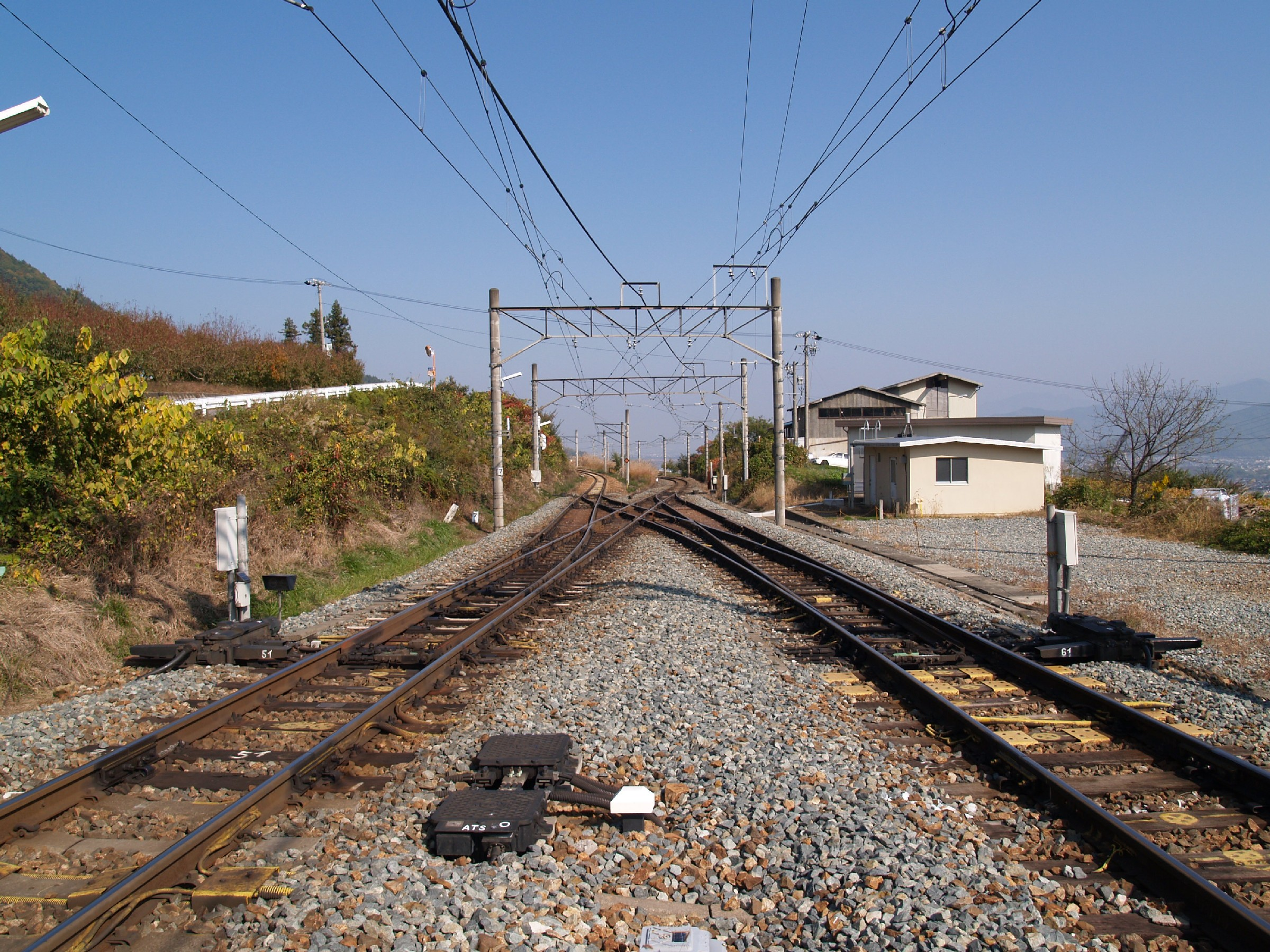
信号場付近の踏切から稲荷山駅方を見る。左側が引上線（2009年10月）
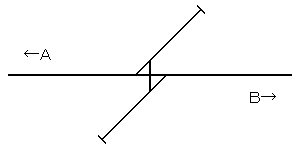
構内配線図（A:姨捨方面　B:稲荷山方面）

## 周辺
- 長野自動車道
- 国道403号

## その他
松本駅 - 篠ノ井駅間では保安装置変更が行われ、従来のATS-SNからATS-P型に更新された。しかし、信号場構内はATS-SN型のまま残置され、保安装置の「P」から「S」（またはその逆）への切替を示す標識が信号場手前の本線上や折返し線に取付けられている。

## 隣の駅
東日本旅客鉄道（JR東日本）
 篠ノ井線
姨捨駅 (SN 13) - 桑ノ原信号場 - 稲荷山駅 (SN 14)